# Basilides
Basilides var en kristen gnostiker från Syrien, som omkring 135 e. Kr. uppträdde i Alexandria, bildade skola och vann många anhängare.
Basilides författade bland annat en kommentar till evangelierna, där han framställde ett gnostiskt lärosystem med dualism mellan ljus och mörker och andeväsendenas emanation ur Gud som huvudprincip.